# المعزاب (المخلاف)

تعديل مصدري - تعديل

المعزاب هي إحدى قرى عزلة المخلاف بمديرية قفل شمر التابعة لمحافظة حجة، بلغ تعداد سكانها 143 نسمة حسب تعداد اليمن لعام 2004.